# Luca Harrington
Luca Harrington (* 19. Februar 2004 in Dunedin, Otago) ist ein neuseeländischer Freestyle-Skier. Er ist auf die Park- und Pipe-Disziplinen Big Air und Slopestyle spezialisiert. Bei den Weltmeisterschaften 2025 gewann er die Big-Air-Goldmedaille. Sein älterer Bruder Ben ist ebenfalls als Freestyle-Skier aktiv.

## Biografie
Luca Harrington wuchs in Wanaka auf der Südinsel Neuseelands auf und besuchte dort die Highschool. Zum Skisport kam er durch seinen Vater Greg Harrington (* 1960), der Anfang der 1980er Jahre im Freestyle-Skiing-Weltcup gestartet war.
Im Alter von 14 Jahren bestritt Harrington in seinem Heim-Skigebiet Cardrona seine ersten Wettkämpfe im Australia New Zealand Cup. Nur zwei Wochen später nahm er am selben Ort an den Juniorenweltmeisterschaften teil und belegte die Ränge 13 und 16 in Halfpipe und Slopestyle. Bei den nur wenige Monate später stattfindenden Titelkämpfen in Leysin wurde er Halfpipe-Fünfter. Nachdem ihm sein erster ANC-Podestplatz gelungen war, nahm er Ende Januar 2020 in drei Disziplinen an den Olympischen Jugendspielen in Leysin teil. Als Qualifikationssieger gewann er in der Halfpipe die Bronzemedaille, ehe er sich gänzlich auf Big Air und Slopestyle konzentrierte. In den folgenden Jahren feierte er Erfolge im Nor-Am Cup und im Australia New Zealand Cup, darunter vier Siege in Cardrona sowie den zweimaligen Gewinn der kombinierten ANC-Slopestyle- und Big-Air-Disziplinenwertung. Bei den Juniorenweltmeisterschaften in Leysin gewann er hinter Troy Podmilsak Big-Air-Silber.
Harrington gab am 7. September 2019 in Cardrona sein Debüt im Freestyle-Skiing-Weltcup. Bei seinen ersten Weltmeisterschaften in Aspen musste er sich mit den Rängen 33 und 35 in Big Air und Slopestyle begnügen. Zwei Jahre später verbesserte er sich bei den Weltmeisterschaften in Bakuriani auf Slopestyle-Rang 22 und blieb als Big-Air-Fünfter nur knapp hinter den Medaillenrängen zurück. Drei Wochen danach gelang ihm mit Platz vier in Silvaplana sein erstes Weltcup-Spitzenergebnis. Der neuseeländische Skiverband zeichnete ihn 2023 als Freeskier des Jahres aus. Beim Weltcup-Abschluss der nächsten Saison belegte er als Slopestyle-Dritter in Silvaplana erstmals einen Podestplatz.
Im Winter 2024/25 gelang Harrington mit seinen ersten beiden Big-Air-Weltcupsiegen in Klagenfurt und am Kreischberg der endgültige Durchbruch an die Weltspitze. Er war der erste neuseeländische Skifahrer, der in dieser Disziplin gewinnen konnte. Bei seinen ersten X-Games sprang er spontan für einen verletzten Athleten ein und gewann dank eines Switch Triple Cork 1620 mit einer Punktzahl von 93,33 überraschend Slopestyle-Gold. Der 20-Jährige sorgte damit binnen eines Tages nach der Snowboarderin Zoi Sadowski-Synnott für die zweite Goldmedaille für seinen Heimatort Wanaka. Im Big Air sicherte sich der Rookie außerdem die Silbermedaille. Am Ende der Weltcup-Saison gewann er erstmals die Big-Air-Disziplinenwertung und musste sich in der Park- & Pipe-Gesamtwertung nur dem Österreicher Matěj Švancer geschlagen geben. Bei den Weltmeisterschaften im Engadin gewann er nach Rang sechs im Slopestyle im Big Air mit 192 Punkten die Goldmedaille.

## Erfolge

### Weltmeisterschaften
- Aspen 2021: 33. Big Air, 35. Slopestyle
- Bakuriani 2023: 5. Big Air, 22. Slopestyle
- Engadin 2025: 1. Big Air, 6. Slopestyle

### Weltcupwertungen
| Saison  | Gesamt | Gesamt | Halfpipe | Halfpipe | Slopestyle | Slopestyle | Big Air | Big Air | Park & Pipe | Park & Pipe |
| Saison  | Platz  | Punkte | Platz    | Punkte   | Platz      | Punkte     | Platz   | Punkte  | Platz       | Punkte      |
| ------- | ------ | ------ | -------- | -------- | ---------- | ---------- | ------- | ------- | ----------- | ----------- |
| 2019/20 | 208.   | 3      | 38.      | 15       | –          | –          | –       | –       | –           | –           |
| 2022/23 | –      | –      | –        | –        | 12.        | 99         | –       | –       | 29.         | 99          |
| 2023/24 | –      | –      | –        | –        | 6.         | 144        | 14.     | 78      | 9.          | 207         |
| 2024/25 | –      | –      | –        | –        | 6.         | 177        | 1.      | 390     | 2.          | 470         |

### Weltcupsiege
- 6 Podestplätze, davon 2 Siege:

| Datum           | Ort         | Land       | Disziplin |
| --------------- | ----------- | ---------- | --------- |
| 4. Januar 2025  | Klagenfurt  | Österreich | Big Air   |
| 10. Januar 2025 | Kreischberg | Österreich | Big Air   |

### Australia New Zealand Cup
- Saison 2019: 4. Slopestyle-Wertung, 6. Big-Air-Wertung
- Saison 2022: 1. Slopestyle- und Big-Air-Wertung
- Saison 2023: 1. Slopestyle- und Big-Air-Wertung
- 5 Podestplätze, davon 4 Siege:

| Datum              | Ort      | Land       | Disziplin  |
| ------------------ | -------- | ---------- | ---------- |
| 2. September 2022  | Cardrona | Neuseeland | Slopestyle |
| 4. Oktober 2022    | Cardrona | Neuseeland | Big Air    |
| 7. Oktober 2022    | Cardrona | Neuseeland | Slopestyle |
| 29. September 2023 | Cardrona | Neuseeland | Slopestyle |

### Nor-Am Cup
- Saison 2021/22: 8. Slopestyle- und Big-Air-Wertung
- Saison 2022/23: 4. Slopestyle- und Big-Air-Wertung
- 3 Podestplätze, davon 2 Siege:

| Datum            | Ort     | Land   | Disziplin  |
| ---------------- | ------- | ------ | ---------- |
| 8. Februar 2022  | Calgary | Kanada | Slopestyle |
| 12. Februar 2023 | Aspen   | USA    | Slopestyle |

### Juniorenweltmeisterschaften
- Cardrona 2018: 13. Halfpipe, 16. Slopestyle
- Leysin 2019: 5. Halfpipe
- Leysin 2022: 2. Big Air, 13. Slopestyle

### Weitere Erfolge
- Bronze bei den Olympischen Jugend-Winterspielen 2020 in der Halfpipe
- Gold und Silber bei den X-Games 2025 in Slopestyle und Big Air
- 2 Siege in FIS-Wettkämpfen